# Paroxoplus poecilus
Paroxoplus poecilus là một loài bọ cánh cứng trong họ Cerambycidae.